# Aventuras del FBI
Aventuras del FBI fue un cuaderno de aventuras, realizado principalmente por los guionistas de cómic M. González Casquel, Alfonso Rubio Manzanares y Federico Mediante y los dibujantes Luis Bermejo, Carrillo y Manuel López Blanco.
Fue publicado por la editorial Rollan entre 1951 y 1961, alcanzando en su primera edición los 252 números.

## Trayectoria editorial
Uno de los grandes éxitos de su época, volvió a ser editado por la misma editorial en 1958, 1964 y 1974.
Ramón de la Fuente dibujó los números 140, 146 y 148.

## Argumento y personajes
Narra la lucha de Jack Hope, un agente del Federal Bureau of Investigation (FBI) y sus compañeros Sam y Bill Boy contra el crimen.